# Sahcabá (Cacalchén)
Sahcabá es una localidad del estado de Yucatán, México, comisaría del municipio de Cacalchén.

## Toponimia
El nombre (Sahcabá) proviene del idioma maya.
Proviene del maya "Sascab" que se refiere a una piedra blanca, de la cual se extrae lo que conocemos como grava.

## Demografía
Según el censo de 2005 realizado por el INEGI, la población de la localidad era de 0.
| 130                         | 77 | 27 | 32 | 12 | 29 | 15 | 21 | 5 | 7 | ? | 0 | 0 |
| (Fuente: INEGI [Consultar]) |    |    |    |    |    |    |    |   |   |   |   |   |

## Galería

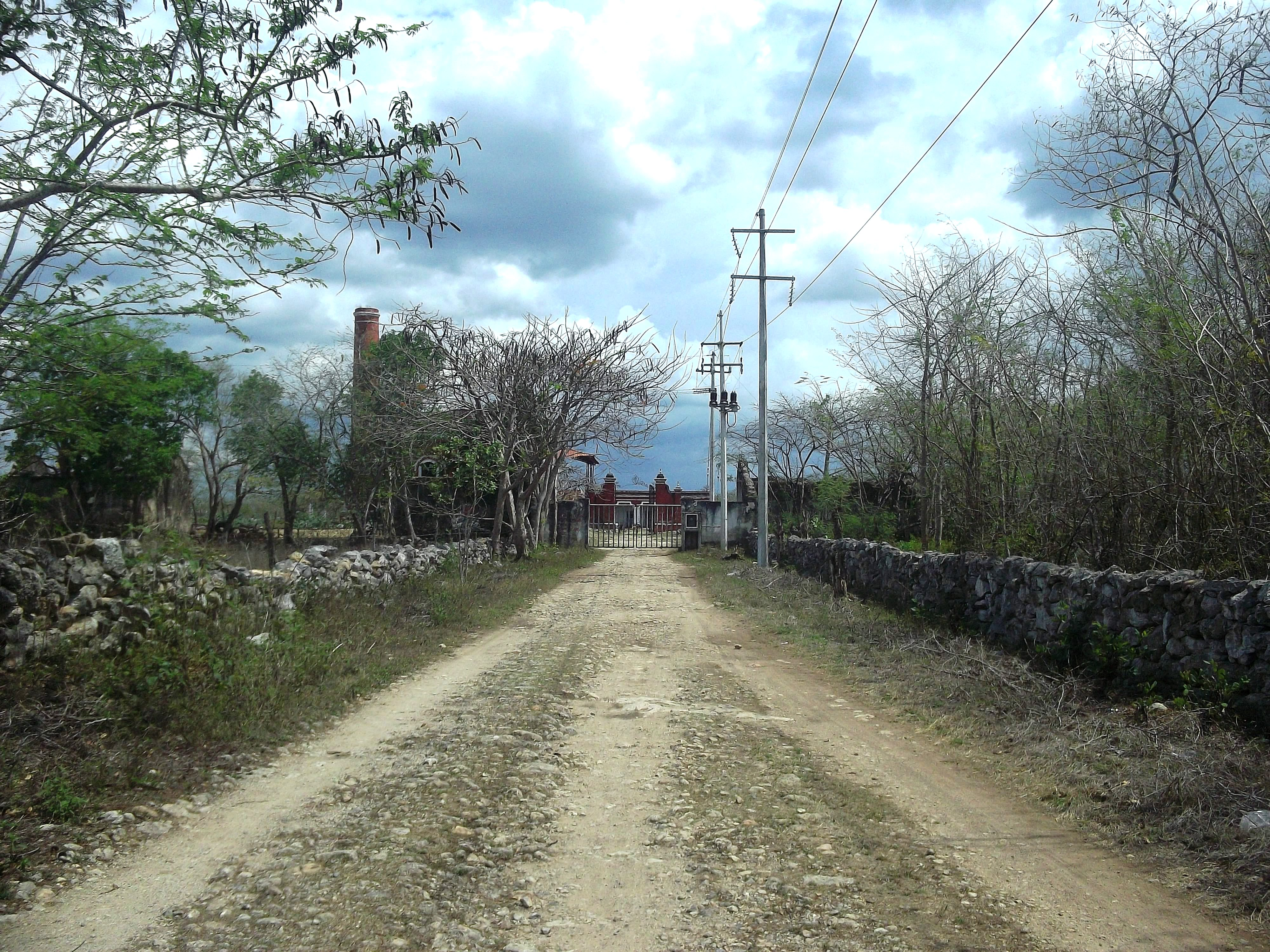
Entrada.